# لوکا وارد
لوکا وارْد (ایتالیایی: Luca Ward؛ زادهٔ ۳۱ ژوئیهٔ ۱۹۶۰) بازیگر، صداپیشه و مدیر دوبلاژ اهل ایتالیا است.
او در محافل عمومی ایتالیا، صداپیشهٔ شناخته‌شده‌ای است و دوبلور رسمی ایتالیایی پیرس برازنان، ساموئل ال. جکسون، کیانو ریوز و راسل کرو است و گاه‌گاهی نیز به‌جای هیو گرانت، برندون لی، جرارد باتلر، آنتونیو باندراس و ژان-کلود ون دام صحبت می‌کند.
از جمله نقش‌آفرینی‌های او می‌توان به ستاره پادشاهان، عشق یک جادوگر و زیر آفتاب ریچونه اشاره کرد.